# Horusitzky Zoltán
Horusitzky Zoltán István (Pápa, 1903. július 18. – Budapest, 1985. április 25.) magyar zeneszerző, zongoraművész, zongoratanár, költő, Erkel Ferenc-díjas (1954).

## Életpályája
1918-ban kezdte zenei tanulmányait Laub István zongoraosztályában. 1920-tól az akadémiai zongoratanfolyam diákja volt. 1927-ben Hegyi Emmánuel növendékeként zongorázni, Kodály Zoltán tanítványaként pedig zeneszerzést tanult. Ezzel párhuzamosan a Pázmány Péter Tudományegyetemen államtudományi doktorátust is szerzett. 1927–1945 között a Székesfővárosi Felsőbb Zeneiskola oktatója, majd 1945–1949 között igazgatója volt. 1937–1944 között a Zene című folyóirat szerkesztője volt, melyben több szakcikke megjelent. 1946–1968 között a Bartók Béla Zeneművészeti Szakiskolában és a Liszt Ferenc Zeneművészeti Főiskolán tanított zongorát. 1957-ben Kielben, majd 1960. június 11-én a Magyar Állami Operaházban mutatták be Báthory Zsigmond című operáját. 1975–1978 között Erdélyi-Rauhala Lenke meghívására Tampere-ben mesterkurzust tartott.
A Mikszáth Kálmán-regény nyomán írott Fekete város című operáját a Magyar Rádió adta elő.
Sírja a Fiumei úti temetőben található (34-7-6).

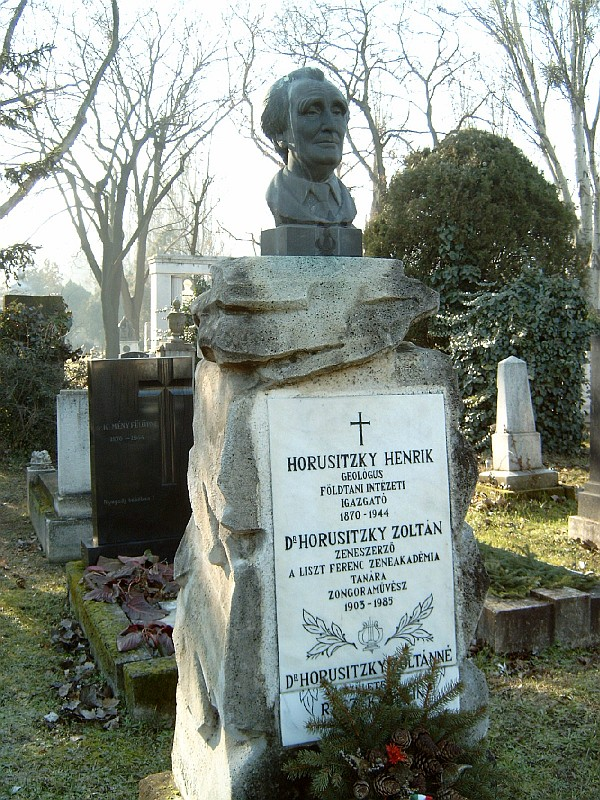
Horusitzky Henrik geológus és Horusitzky Zoltán zeneszerző, zongoraművész sírja Budapesten. Kerepesi temető: 34-7-6 (szobrász: Kelemen Kristóf)

## Családja
Szülei Horusitzky Henrik (1870–1944) geológus és Burghardt Valéria. Testvére Horusitzky Ferenc Nándor (1901–1971) geológus.

## Művei

### Zongorára
- Exercices poétiques
- Hét vonósnégyes (1932-1980)
- Két zongoraverseny (1938; 1959)
- Rêveries ďun promeneur solitaire (1940 körül)
- A hegy (szonáta, 1970)
- Szonáta brácsára és zongorára (1971)
- Szonáta gordonkára és zongorára (1981)
- Szonáta nagybőgőre és zongorára, 4 kézre (1981)

### Vokális művek
- Felkelt a nap (1937; átdolgozva: 1954, bemutató: 1980)
- Te Deum (1938)
- Missa Pannonica (1942)
- Csipkerózsika (daljáték, 1971)

### Egyéb művei
- Világszemlélet és művészet (Budapest, 1937)
- A Palestrina-stílus (Budapest, 1942)
- Báthory Zsigmond (operaszövegkönyv, Budapest, 1962)

Dalokat írt Ady Endre, Babits Mihály, Kosztolányi Dezső, Charles Cross, Verlaine, William Shakespeare szövegére. Kamaraművek, hangszeres átiratok Jean-Philippe Rameau színpadi műveiből.

## Díjai
- Erkel Ferenc-díj (1954)